# Воскресенское (Савинский район)
Воскресе́нское — село в Савинском районе Ивановской области России, административный центр Воскресенского сельского поселения.

## География
Село расположено на реке Шижегде, через которую переброшен автомобильный мост. Через село проходит автодорога Ковров — Шуя. Расстояние по автодороге до районного центра посёлка Савино 15 км.

## История
На том месте, где стоит сейчас село Воскресенское, стояли раньше два села. Оба на горе, по правую и левую сторону реки Шижегды, вытекающей из Панфиловского болота. Воскресенское на правом берегу Шижегды до 1572 года было вотчиной богатого боярина князя Гундорова. В 1572 году владелец половину села пожертвовал суздальскому Спасо-Евфимиеву монастырю, во владении которого оно оставалось до 1764 года, а затем поступило в казённое ведомство. В селе существовали две каменные церкви: в честь Рождества Пресвятой Богородицы (празднование 8 сентября), построенная усердием прихожан в 1823 году, и во имя Святых Апостолов Петра и Павла (празднование 29 июня), которая была начата постройкой в 1808 году, а окончена и освящена в 1811 году. В 1874 году церковь эта была перестроена и расширена на средства прихожан, и в ней устроен придел. Главный храм был вновь освящён 19 октября 1875 года, а придел во имя преподобной Марии Египетской (празднование 1 апреля) освящён 20 июня 1876 года. Приход состоял из села и деревень: Алешево, Крутово, Ступино, Бережки, Залесье, Большая Кошириха.
В апреле 1936 года был лишён свободы священник церкви Рождества Богородицы в селе Воскресенском 1-м Иоанн Коротков, другой срочно уехал из села. Три женщины из церковной общины отправились в районный центр для выяснения его судьбы и будущего своего храма, но сами были арестованы органами НКВД и несколько дней содержались в заключении. Районная администрация предложила верующим обходиться вообще без духовенства, потом всё же был направлен новый священник, но обновленческого направления, — от его услуг народ отказался. Действия районной администрации, которая грубо вмешивалась в дела общины, запугивала верующих, не разрешала заключить договор с новым священником тихоновской ориентации, даже в то время выглядели как нарушение законодательства, на что указывал вначале и облисполком. Однако, несмотря на то что община выплачивала все налоги и содержала в порядке церковное здание, президиум облисполкома 15 мая 1937 года принял решение о ликвидации храма, поскольку община «распалась», а здание нужно местным органам власти для магазина и пекарни.
Село Воскресенское 2-е располагалось на левом берегу Шижегды. В 1812 году в селе на средства прихожан была построена каменная пятиглавая церковь с колокольней и оградой. Престолов в церкви было три: в холодной — в честь Воскресения Христова и в тёплой — во имя Святого Николая Чудотворца (празднование 9 мая и 6 декабря) и во имя Святого Великомученика Федора Стратилата (празднование 8 февраля), устроенным в 1893 году усердием купца Р. Т. Селиверстова. Приход состоял из села и деревень: Ново, Боняково, Бальбино, Спиряково, Мартемьяниха, Бакулиха, Затхлино.
В конце XIX — начале XX века село входило в состав Алексинской волости Ковровского уезда Владимирской губернии. В 1859 году в обоих селах числилось 67 дворов, в 1905 году в селе Воскресенском с ткацкой фабрикой Селиверстова и Воскресенском присёлке числилось 62 двора.
С 1929 года село являлось центром Воскресенского сельсовета Ковровского района Ивановской области, с 1935 года — в составе Савинского района.

## Население
| 1859 | 1897 | 1905 |
| ---- | ---- | ---- |
| 264  | 585  | 901  |

| 1859 | 1897 | 1905 | 2010 |
| ---- | ---- | ---- | ---- |
| 264  | ↗585 | ↗778 | ↗792 |